# Штакельберг, Отто Владимирович
Штакельберг Отто Владимирович (1768-1838) — полковник (с 23 апреля 1806), командир Азовского мушкетерского полка (09.01.1803 — 03.01.1809).
Родители: Вольмар Фридрих фон Штакельберг и Иоганна Шарлотта (фон Пистолькорс).
26 апреля 1807 года награждён орденом Св. Георгия 4 степени № 760 — «В воздаяние отличного мужества и храбрости, оказанных в сражении против французских войск 26 и 27 января при Прейсиш-Эйлау, где, командуя баталионом, способствовал к поражению штыками».
Инспектор феодосийского карантина. 09.06.1829—22.06.1829 исполняющий должность Феодосийского градоначальника, статский советник.
Умер в 1831 году в звании генерал-майора в отставке.
Жена - Вера Гартунг. Дети: Александр (1810-1860) - полковник Киевского внутреннего гарнизона, София (1816), Катарина (1819), Иоанн (1825-1907). Внуки: Флор Александрович (1843) - киевский вице-губернатор, волынский губернатор, Николай Александрович (1855-1914) - полковник.